# ماغل
الماغل (بالإنجليزية: Muggle)‏ هو مصطلح يُستخدم في سلسلة كتب هاري بوتر من قبل السحرة في إنجلترا لوصف شخص من العامة، وهو الفرد الذي يفتقر إلى أي قدرة سحرية ولم يولد في أسرة سحرية. هو أيضًا مصطلح يُستخدم لوصف الشخص الذي لا يمتلك أي دم سحري. ويختلف عن مصطلح سكويب، الذي يشير إلى شخص وُلد لأحد الوالدين أو كليهما من السحرة لكنه يفتقر إلى أي قدرة سحرية. كما يختلف عن مصطلح وُلد من العامة (أو التعبير المهين أحد أصحاب الدم الموحل)، والذي يُطلق على شخص يمتلك قدرات سحرية رغم أن أحد والديه أو كليهما من العامة. يعادل هذا المصطلح كلمة "نو ماج"، التي تعني "بدون سحر"، ويستخدمها مجتمع السحرة في أمريكا.